# Landschaftsschutzgebiet Agrar- und Waldbereich entlang der Pöppelsche nördlich der BAB 44
Das Landschaftsschutzgebiet Agrar- und Waldbereich entlang der Pöppelsche nördlich der BAB 44 mit 303,22 ha Flächengröße liegt in der Stadt Rüthen und der Stadt Erwitte im Kreis Soest. Das Gebiet wurde 1997 mit dem Landschaftsplan II Erwitte/Anröchte durch den Kreistag als Landschaftsschutzgebiet (LSG) ausgewiesen. Das LSG liegt östlich von Erwitte. Das LSG grenzt direkt an den Siedlungsbereich. Das Naturschutzgebiet Talsystem der Pöppelsche mit Hoinkhauser Bach trennt das LSG in drei Teilflächen. Im Süden geht das LSG bis zur A 44.

## Beschreibung
Das LSG umfasst kleinere Waldbereiche und Offenlandbereiche mit Grünland und Acker. Die Pöppelsche fließt im Naturschutzgebiet Talsystem der Pöppelsche mit Hoinkhauser Bach.

## Schutzzweck
Die Ausweisung erfolgte wie bei anderen LSGs im Landschaftsplangebiet zur Erhaltung oder Wiederherstellung der Leistungsfähigkeit des Naturhaushaltes; wegen der Vielfalt, Eigenart oder Schönheit des Landschaftsbildes oder wegen ihrer besonderen Bedeutung für die Erholung.

## Rechtliche Vorschriften
Wie in den anderen Landschaftsschutzgebieten im Landschaftsplangebiet besteht im LSG ein Verbot, Bauwerke zu errichten. Die Untere Naturschutzbehörde kann Ausnahme-Genehmigungen für Bauten aller Art erteilen. Wie in den anderen Landschaftsschutzgebieten besteht im LSG ein Verbot, Weihnachtsbaum-, Schmuckreisig- und Baumschul-Kulturen anzulegen. Es ist auch verboten, Bäume, Sträucher, Hecken, Feld- oder Ufergehölze zu beseitigen oder zu schädigen.